# Girrmann-Gruppe
Die Girrmann-Gruppe, auch bekannt als Unternehmen Reisebüro, war eine studentische Fluchthilfegruppe um Detlef Girrmann, Dieter Thieme und Bodo Köhler, die im Studentenwerk der Freien Universität Berlin (FU) nach dem Mauerbau entstand. Sie war von 1961 bis etwa 1965 aktiv und holte etwa 500, nach anderen Quellen 1200 oder sogar 5000 Ost-Berliner und DDR-Bürger in den Westen.

## Geschichte

### Zusammensetzung
Die Kernmitglieder der Gruppe waren beim Bau der Berliner Mauer schon über 30 Jahre alt und keine typischen Studenten mehr. Detlef Girrmann arbeitete nach einem unterbrochenen Publizistik-Studium als Leiter der Förderungsabteilung beim Studentenwerk der FU. Dort war auch Dieter Thieme angestellt, der nach dem ersten juristischen Staatsexamen Geld verdienen wollte, bevor er sein Studium beendete. Durch den Mauerbau am 13. August 1961 wurden etwa 500 Ost-Berliner FU-Studenten, für deren Förderung Girrmann und Thieme zuständig waren, an einer Fortführung ihres Studiums gehindert. Bodo Köhler kam später zu der Gruppe hinzu. Er leitete zwei Häuser des konservativen Vereins „Haus der Zukunft“ und schrieb eine Dissertation in Theologie. Nach dem Mauerbau war er zunächst selbständig als Fluchthelfer aktiv, bis das damalige Berliner Landesamt für Verfassungsschutz den Kontakt mit Girrmann und Thieme herstellte; letzteren kannte Köhler von der Universität. Helfer und Kuriere rekrutierten sie hauptsächlich aus Studentenkreisen. Girrmann, Thieme und Köhler leisteten die meiste organisatorische Arbeit. Hinzu kam die US-amerikanische Studentin Joan Glenn, die 1961 nach Berlin kam und länger blieb.
Nachdem die Tätigkeit der Gruppe in der DDR bekannt geworden und das Studentenwerk in den Ruf geraten war, die Fluchthilfe zu organisieren, verlegte die Gruppe ihre Planungen in die Goethestraße in eines der von Bodo Köhler geleiteten Häuser. Dies bot zusätzlich die Möglichkeit, Kuriere und Flüchtlinge kurzzeitig zu beherbergen. Bei der Auswahl der Flüchtlinge wurden diejenigen bevorzugt, die zur Nationalen Volksarmee eingezogen werden sollten oder unter Beobachtung des Ministeriums für Staatssicherheit (MfS) standen. Über sämtliche Aktivitäten, Fluchtwege, Namen von Flüchtlingen und Kurieren sowie Zeitpunkte führten sie Listen.
Nach den Problemen auf der Skandinavien-Tour und den Verhaftungen der Kuriere sowie deren Verurteilungen änderte sich sowohl die Taktik als auch die Struktur der Gruppe. Burkhart Veigel verließ die Gruppe und gründete eine eigene Fluchthilfegruppe. Girrmann, Thieme und Köhler arbeiteten häufiger getrennt voneinander. Die Verhaftungen und Schauprozesse führten dazu, dass die Girrmann-Gruppe eine gesteigerte Medienaufmerksamkeit bekam.
Das MfS machte die Girrmann-Gruppe für viele Tunnelbauten verantwortlich, auch wenn sie, wie im Falle des Fluchttunnels Wollankstraße, nicht am Bau beteiligt war.

### Motivation
Die Gruppe bildete keine festen Hierarchien, Aufgabenteilungen oder programmatischen Grundsätze heraus, zeigte aber die größte Professionalität unter den nichtkommerziellen Fluchthilfegruppen. Die informelle Netzwerkstruktur der Gruppe konnte flexibel auf sich schnell ändernde Bedingungen an der Grenze reagieren. Die Motivationslage der Gruppenmitglieder ist durch erhalten gebliebene Tonband-Interviews, die sie 1964 mit Uwe Johnson führten, gut dokumentiert. Die Gruppe handelte aus idealistischen Motiven, ohne sich einer bestimmten Ideologie anzuschließen. Die drei profiliertesten Mitglieder der Gruppe waren SPD-Mitglieder oder sympathisierten mit der Partei.
Girrmann und Thieme zeigten sich enttäuscht, dass nur sehr wenige der Flüchtlinge mit ihnen in Kontakt verblieben.

### Finanzierung
Während die anfängliche Fluchthilfe noch aus eigenen Mitteln finanziert werden konnte, kosteten spätere Methoden mehr als die Gruppe selbst finanzieren konnte. Versuche, an Gelder des Studentenwerks zu kommen, scheiterten, so dass die Girrmann-Gruppe die Flüchtlinge um freiwillige Spenden bat. Direkte staatliche Unterstützung konnte die Gruppe nicht gewinnen, erlangte aber 1962 eine finanzielle Unterstützung der Flüchtlinge aus einem Geheimfonds des Bundesministeriums für gesamtdeutsche Fragen. Ein Teil dieser Gelder wurde an die Girrmann-Gruppe weitergereicht.
Insbesondere Skandinavien-Touren waren kostspielig. Gefälschte Pässe und Fahrpreise überstiegen das übliche Budget der Gruppe. Die Beschaffung von Pässen wurde durch den Kontakt zur CDU-Gruppe erleichtert, ebenso die Finanzierung der Skandinavien-Touren.
Da die Finanzierung weiter problematisch blieb und sie weiterhin die Flüchtlinge nicht zu Geldzahlungen verpflichten wollte, entschloss sich die Gruppe im März 1962, ihre Geschichte für 10.000 Mark an das Magazin Der Spiegel zu verkaufen. Am 26. März 1962 erschien der Artikel mit dem Titel Der dritte Mann wartet im Grab: „Unternehmen Reisebüro“ – Die organisierte Flucht durch die Mauer. Dies war das erste Mal, dass die Gruppe sich in dieser Art in der Öffentlichkeit präsentierte und Gelder offen annahm. Andere Fluchthilfegruppen folgten dem Beispiel und verkauften ihre Geschichten und die Bildrechte daran an die internationale Presse, so zum Beispiel die Gruppe um die Italiener Domenico Sesta und Luigi Spina, die mit Hasso Herschel im September 1962 den Tunnel 29 bauten.

## Aktivitäten
Bei der Fluchthilfe wurden unterschiedliche Methoden eingesetzt. Darunter waren auch Fluchttunnel, die sie selbst planten oder an deren Ausführung sie sich unterstützend beteiligten.

### Die „Pass-Nummer“
Sie begannen ihre Fluchthilfe mit der „Pass-Nummer“, bei der möglichst gute Doppelgänger von Ost-Berliner Studenten in West-Berlin gesucht wurden, um die West-Pässe – später auch ausländische – zur Flucht zu verwenden. Nachdem die DDR am 21. August 1961 West-Berlinern den Besuch Ost-Berlins verboten hatte, Westdeutschen aber weiterhin erlaubte, weiteten sie ihre Suche auf die Bundesrepublik aus. Die Methode erwies sich als aufwändig und musste eingestellt werden, nachdem die DDR das Einreise-Verfahren geändert hatte. Auf diesem Weg wurden etwa 50 Personen aus der DDR geschleust.

### Flucht durch die Kanalisation
Ein weiteres, bis Oktober 1961 genutztes Verfahren war die Flucht durch die Kanalisation der Stadt. Bei dieser Methode mussten von der DDR errichtete Sperrgitter durchtrennt oder untertaucht werden. Schwierig gestaltete sich der Einstieg in die Kanalisation im Osten der Stadt, da dafür die schweren Gullydeckel angehoben werden mussten. Die Girrmann-Gruppe setzte zunächst Ost-Berliner als „Deckelmänner“ ein, die aber zunehmend mit flohen und durch den offen gelassenen Kanal den Fluchtweg verrieten. Daher wurden in der Folgezeit West-Deutsche oder Ausländer für diese Unterstützung eingesetzt. Zur Tarnung des Ausstiegs auf der westlichen Seite wurde ein modifizierter VW-Bus mit aufgeschnittenem Boden über den Kanaldeckel gefahren. Auf diesem Weg verließen über 150 Menschen die DDR.

### Skandinavien-Touren
Ähnlich wie die Pass-Nummer funktionierte die „Skandinavien-Tour“. Dabei nutzte die Girrmann-Gruppe eine internationale Zugverbindung vom Ostbahnhof nach Kopenhagen über die Ostseehäfen der DDR. Westliche Reisende konnten diese Strecke ab dem Bahnhof Zoologischer Garten nutzen und wurden beim Transit mit der S-Bahn durch Ost-Berlin nur oberflächlich kontrolliert. Die Flüchtlinge wurden am Ostbahnhof mit gefälschten Pässen und Fahrkarten ausgestattet, die am Bahnhof Zoo gekauft und abgestempelt waren. So konnten sie über Kopenhagen fliehen, wo sie von Bodo Köhler empfangen wurden.
Während die CDU-Gruppe die Skandinavien-Tour eineinhalb Jahre erfolgreich einsetzte, erlitt die Girrmann-Gruppe nach sechs Wochen einen Rückschlag. Am 17. Februar 1962 wurden einige Flüchtlinge auf der Tour verhaftet, ebenso am nächsten Tag vier Mitglieder der Girrmann-Gruppe, die testen wollten, woran die Tour scheiterte. Dem MfS war es in Person des griechischen Studenten Georgis Raptis gelungen, einen Inoffiziellen Mitarbeiter in die Organisation einzuschleusen, der erst nach der deutschen Wiedervereinigung aufflog.

### Weitere Aktivitäten
Nach den Problemen auf der Skandinavien-Tour suchte die Girrmann-Gruppe weitere Wege zur Flucht. Dabei kam es immer wieder zu Rückschlägen und Verhaftungen. Der Kurier Joachim Pudelski wurde aufgegriffen, als er gefälschte Pässe nach Leipzig transportierte, und zu einer Gefängnisstrafe von zwölf Jahren verurteilt. Zwei weitere Kuriere bekamen im Mai 1962 Freiheitsstrafen von 7 und 15 Jahren.

## Kooperationen
Die Girrmann-Gruppe kam 1962 in Kontakt zu einer anderen Fluchthilfegruppe im Umfeld der West-Berliner CDU, die Fritz Klöckling leitete. Diese Gruppe verfügte über gute Kontakte zur Bundesregierung, war finanziell besser ausgestattet und wollte im Osten verbliebene Parteimitglieder aus der DDR holen. Die CDU-Gruppe schloss sich unter anderem der Skandinavien-Tour an. Über Kontakte zur belgischen Schwesterpartei konnte eine Gemeinde dazu gebracht werden, echte Pässe mit falschen Daten und Bildern der Fluchtwilligen auszustellen. Insgesamt schleuste die CDU-Gruppe bis 1963 250 Personen in den Westen.